# Степень двухконтурности

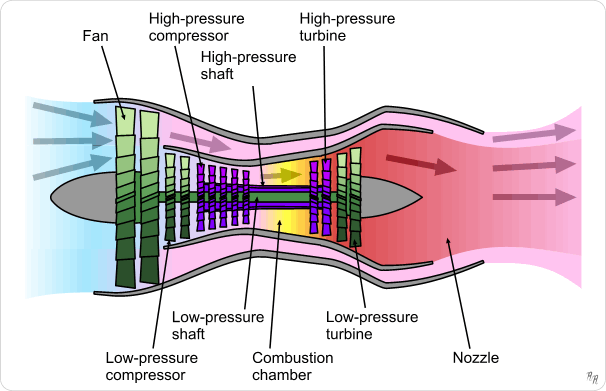
Схема турбовентиляторного двигателя

Сте́пень двухко́нтурности — параметр турбореактивного двигателя, показывающий отношение расхода воздуха через внешний контур двигателя к расходу воздуха через внутренний контур. Чем больше величина этого параметра, тем больший КПД двигателя можно  получить.

## Описание
Реактивные двигатели способны вырабатывать бо́льшую мощность, чем они используют в первом контуре. Это происходит из-за ограничения по температуре газов перед турбиной, таким образом большая часть топлива просто сжигается. Тягу двигателя можно увеличить, используя форсажную камеру или водяное охлаждение турбины, но оба этих способа ведут к огромному уменьшению КПД. Тем не менее, это применялось в старых реактивных двигателях для увеличения тяги на взлёте. Если двигатель, к примеру, пропускает два килограмма воздуха по внешнему контуру на каждый килограмм воздуха, пропущенного по внутреннему, то говорят, что его степень двухконтурности равна двум (или 2:1). Бо́льшие степени двухконтурности обеспечивают больший КПД без сжигания дополнительного топлива. Суть заключена в уравнении Мещерского — тяга зависит от скорости реактивной струи линейно, а энергия квадратично — чем меньше скорость воздуха, тем больше КПД. Таким образом, КПД может быть увеличен почти на 50 %.
Одной из первых применила это явление британская двигателестроительная компания «Роллс-Ройс», в турбореактивном двигателе «Conway», разработанном в начале 1950-х годов — обычный реактивный двигатель был оснащён компрессором большего размера. Двигатель «Конвэй» имел довольно низкую степень двухконтурности (порядка 0,3), но экономия топлива уже была весьма ощутима, и его последователи (Rolls-Royce Spey) получили широкое распространение.
Отношение расхода воздуха через внешний контур двигателя к расходу воздуха через внутренний контур — чем больше величина этого параметра, тем больший КПД двигателя можно  получить. КПД двигателя самолета зависит также от эффективности превращения кинетической энергии отбрасываемых двигателем газов за единицу времени {\displaystyle \Delta K_{t}} в мощность силы тяги {\displaystyle P_{\mathrm {thr} }}. Чем больше отношение {\displaystyle P_{\mathrm {thr} }/\Delta K_{t}} (так называемый полётный КПД), тем более эффективно механическая энергия выходящих из двигателя газов преобразуется в работу силы тяги.
Мощность силы тяги, действующей на самолет
где {\displaystyle v} — скорость движения самолета относительно воздуха, а сила тяги (в пренебрежении массовой доли расходуемого топлива)
где {\displaystyle u} — скорость реактивной струи относительно самолета, {\displaystyle m_{t}} — масса газа, выбрасываемая из двигателя в единицу времени. Выражение следует из второго закона Ньютона для тела с изменяемой массой.
Механическая работа двигателя по разгону реактивной струи расходуется на приращение её кинетической энергии в единицу времени равное
Полётный КПД равен
Следовательно, полётный КПД можно увеличить, уменьшая скорость реактивной струи. Однако при этом линейно снижается сила тяги, что требует увеличения массы пропускаемого через двигатель воздуха.
Такая прямолинейная тактика увеличения КПД полета противоречит тепловому КПД, так как эффективность сжигания топлива улучшается с увеличением давления и температуры в камере сгорания. Прокачка через камеру сгорания избыточных объёмов воздуха требует дополнительной энергии для его нагрева и дополнительной мощности компрессора высокого давления. Поэтому основная идея турбовентиляторного двигателя состоит в пропускании ненужных для сгорания топлива (но необходимых для тяги) объёмов воздуха через внешний контур, где он не встречает ни компрессоров, ни турбин. Фактически вентилятор в данном случае выполняет функцию винта, создавая до 70—80 % всей тяги двигателя.
Термин «степень двухконтурности» относится к области реактивных двигателей, широко используемых в авиации. Он определяется как отношение между массовым расходом воздуха, проходящим через внешний контур двигателя, к массовому расходу воздуха через внутренний контур двигателя.
Турбореактивные двигатели (ТРД) обычно делятся на две категории: с высокой степенью двухконтурности (или турбовентиляторные) и ТРД с низкой степенью двухконтурности.
Меньшая степень двухконтурности обеспечивает большую скорость реактивной струи, которая необходима для достижения высоких, обычно сверхзвуковых, скоростей полёта. Она увеличивает удельный расход топлива.
Бо́льшая степень двухконтурности обеспечивает меньшую скорость реактивной струи, истекающей из сопла. Это уменьшает удельный расход топлива, но также уменьшает максимальную скорость и увеличивает вес двигателя.
Ещё одно преимущество турбовентиляторного двигателя перед реактивными двигателями с малой степенью двухконтурности заключается в том, что холодный воздух из внешнего контура, смешиваясь с горячими газами из турбины, снижает давление на выходе из сопла. Это способствует снижению шумности двигателя.

## Степени двухконтурности некоторых двигателей
Современные авиадвигатели всегда имеют некоторую степень двухконтурности. Она, главным образом, зависит от класса самолёта. На перехватчиках она мала в силу необходимости достижения высоких скоростей. На пассажирских самолётах она высока и напрямую сказывается на экономической эффективности.
| Двигатель                      | Самолёт                                                     | Степень двухконтурности |
| ------------------------------ | ----------------------------------------------------------- | ----------------------- |
| Rolls-Royce/SNECMA Olympus 593 | Конкорд                                                     | 0                       |
| en:Snecma M88                  | Дассо Рафаль                                                | 0,30                    |
| Pratt & Whitney F100           | F-16, F-15                                                  | 0,34                    |
| General Electric F404          | F/A-18, KAI T-50 Golden Eagle, F-117, X-29, X-31            | 0,34                    |
| en:Eurojet EJ200               | Eurofighter Typhoon                                         | 0,4                     |
| РД-33                          | МиГ-29, Ил-102                                              | 0,49                    |
| АЛ-31Ф                         | Су-27, Су-30, Chengdu J-10                                  | 0,59                    |
| Pratt & Whitney JT8D           | DC-9, MD-80, Boeing 727, Boeing 737                         | 0,96                    |
| НК-32                          | Ту-160                                                      | 1,4                     |
| en:Rolls-Royce Tay             | Gulfstream IV, Fokker 70, Fokker 100                        | 3,1                     |
| SaM146                         | Суперджет-100                                               | 4,43                    |
| ПС90-А2                        | ТУ-204СМ                                                    | 4,5                     |
| Д-436                          | Як-42М, Бе-200, Ан-148                                      | 4,91                    |
| CF34-8/CF34-10                 | Embraer E-170, Embraer E-175 / Embraer E-190, Embraer E-195 | 5                       |
| CFM56                          | Boeing 737, Airbus A320, Airbus A340-200 и −300             | 5,5-6,6                 |
| Д-18Т                          | Ан-124, Ан-225                                              | 5,6                     |
| Pratt & Whitney PW2000         | Boeing 757, C-17 Globemaster III                            | 5,9                     |
| ПД-14                          | МС-21-300                                                   | 8,5                     |
| General Electric GEnx          | Boeing 787                                                  | 8,5                     |
| Rolls-Royce Trent 900          | Airbus A380                                                 | 8,7                     |
| CFM LEAP-1B                    | Boeing 737 MAX                                              | 9                       |
| General Electric GE90          | Boeing 777                                                  | 9                       |
| en:Rolls-Royce Trent XWB       | A350                                                        | 9,3                     |
| АИ-436Т12                      | MC-21                                                       | 10,35                   |
| CFM LEAP-1A/1C                 | Airbus A320neo, COMAC C919                                  | 11                      |
| en:Rolls-Royce Trent 1000      | Boeing 787                                                  | 11                      |
| PW1100G                        | Airbus A320neo, МС-21                                       | 12                      |
| Rolls-Royce RB3025             | Boeing 777X                                                 | 12                      |